# CAC 40
CAC 40 (tiếng Pháp: CAC quarante phát âm tiếng Pháp: [kak kaʁɑ̃t], Cotation Assistée en Continu) là chỉ số thị trường chứng khoán tiêu chuẩn của Pháp.